# Les Cloches de l'Enfer
Pour les articles homonymes, voir Hell's Bells.
Pour plus de détails, voir Fiche technique et Distribution.
Les Cloches de l'Enfer (Hell's Bells) est un court métrage d'animation américain, du studio Disney, de la série des Silly Symphonies, réalisé par Ub Iwerks pour Columbia Pictures, sorti le 21 novembre 1929.

## Synopsis
Dans une grotte, un diable-roi préside sa cour, composée de diablotins, d'un chien à trois tête (Cerbère) et d'un serpent volant. Sur un promontoire, un groupe de diablotins joue de la musique, tandis que d'autres dansent au pied du roi, près de grandes flammes. Un autre groupe tire du lait enflammé d'une vache-dragon puis le donne au roi, qui mange ensuite l'un de ses serviteurs avant d'en poursuivre un second à travers la grotte.

## Fiche technique
- Titre original : Hell's Bells
- Titre français : Les Cloches de l'Enfer[2]
- Série : Silly Symphonies
- Réalisateur : Ub Iwerks
- Producteur : Walt Disney
- Animateurs[3] : Ub Iwerks, Les Clark, Johnny Cannon, Wilfred Jackson
  - Assistant : Jack Cutting
- Décors : Carlos Manriquez
- Société de production : Walt Disney Productions
- Distributeur : Columbia Pictures
- Date de sortie : 21 novembre 1929[2]
  - Annoncée[3] : 30 octobre 1929 pour Columbia et 21 novembre 1929 pour MGM
  - Dépôt de copyright[3] : 7 février 1930 par Columbia
  - Sortie à New York[3] : du 10 au 16 novembre 1929 au George M Cohan en première partie de Song of Love d'Erle C. Kenton
  - Sortie à Los Angeles[3] : du 20 au 26 février 1930 au Fox Boulevard en première partie de The Cock-Eyed World de Raoul Walsh
- Format d'image : Noir et blanc
- Son : Mono
- Musique[3] : Carl W. Stalling
  - Extrait de Chanson du printemps (Frülingslied, op 62-6, 1842) de Felix Mendelssohn
  - Marche funèbre d'une marionnette de Charles Gounod
  - Extrait de Dans l'antre du roi de la montagne tiré de Peer Gynt (1876) d'Edvard Grieg
  - Extrait de Les Hébrides (1832) de Mendelssohn
- Durée : 5 min 52 s
- Langue : (en)
- Pays de production:  États-Unis

## Commentaires
Ce film est le premier réalisé par Ub Iwerks, l'animateur vedette de Disney à cette époque.
On peut remarquer que certains des extraits musicaux ont été utilisés auparavant — comme Chanson du printemps de Mendelssohn dans El Terrible Toreador (1929) — et que d'autres le seront dans les Silly Symphonies suivantes, comme la Marche funèbre d'une marionnette de Gounod dans Cannibal Capers (1930).
Le personnage de Satan se rapproche du dieu Hadès, présent dans le court métrage The Goddess of Spring (1934)
Neil Sinyard note que les Silly Symphonies La Danse macabre (1929) et Les Cloches de l'Enfer (1929) prouvent que Disney pouvait être macabre, sombre et que les scènes cauchemardesques sont régulièrement présentes dans les longs métrages de Disney comme Blanche-Neige (1937), Pinocchio (1940) ou Fantasia (1940). Cette présence rend futile les critiques qualifiants d'aberration les productions plus adultes des années 1980 tel que Les Yeux de la forêt (1980) ou La Foire des ténèbres (1983), le spectateur devant y voir selon Sinyard la résurgence d'une tradition remontant à La Danse macabre.